# 爬行马先蒿
爬行马先蒿（学名：Pedicularis reptans）为列当科马先蒿属的植物，为中国的特有植物。分布于中国大陆的西藏等地，生长于海拔2,300米的地区，目前尚未由人工引种栽培。